# ريميمازولام
ريميمازولام(Remimazolam )، الذي يباع تحت الإسم التجاري بايفاڤو(Byfavo )، هو دواء يستخدم للتخدير الإجرائي.  على وجه التحديد للبالغين لأجل الإجراءات الطبية التي قد تستغرق أقل من 30 دقيقة.  و يعطى عن طريق الحقن في الوريد.  في حين أن بداية التأثيرات مشابهة، إلا أن مدتها أقصر من الميدازولام (midazolam).  
و تشمل الآثار الجانبية الشائعة لهذا العقار على؛انخفاض ضغط الدم، و ارتفاع ضغط الدم، و انخفاض الأكسجين. كما و قد تشمل الآثار الجانبية الأخرى على إساءة الاستخدام و ردود الفعل التحسسية. و لا تتغير الفعالية في حالات مشاكل الكلى، على الرغم من أنه يمكن إعطاء جرعات أقل عند الأشخاص الذين يعانون من مشاكل في الكبد.   يمكن تقليل التأثيرات باستخدام فلومازينيل.  و هو من البنزوديازيبين و يعمل عن طريق الارتباط بمستقبلات حمض غاما أمينو بوتيريك (GABA). 
تمت الموافقة على استخدام عقار ريميمازولام طبيًا في الولايات المتحدة في عام 2020 و وكذلك أوروبا في عام 2021.   في الولايات المتحدة، تبلغ تكلفة القارورة 20 ملغ حوالي 42 دولارًا أمريكيًا اعتبارًا من عام 2022. 